# Sai Kung District
Sai Kung District is een Hongkongs district in het oosten van de New Territories. Het district was vóór de ontwikkelingen van de jaren 80 van de 20e eeuw voornamelijk een plattelandsgebied. Landbouw en visserij waren de grootste beroepssectoren. In dit district wonen veel Hakkanezen. Een van de bekendste Hakka families van Sai Kung draagt de familienaam Shing (成).
95% van de bevolking in dit district woont in het stadsgebied Tseung Kwan O New Town dat midden jaren tachtig werd gebouwd als nieuwbouwwijk. Daar wonen ongeveer 350.000 mensen. In Sai Kung District wonen ongeveer 400.000 mensen. Tachtig Hongkongse eilanden behoren tot dit district.
Het grootste woongebied na Tseung Kwan O is Sai Kung Town, een vissersdorp op het Sai Kungschiereiland.

## Bezienswaardigheden
- Sheung Yiu Folk Museum
- Chegongtempel van Ho Chung
- Tianhoutempel van Joss House Bay
- Tianhoutempel van Sai Kung

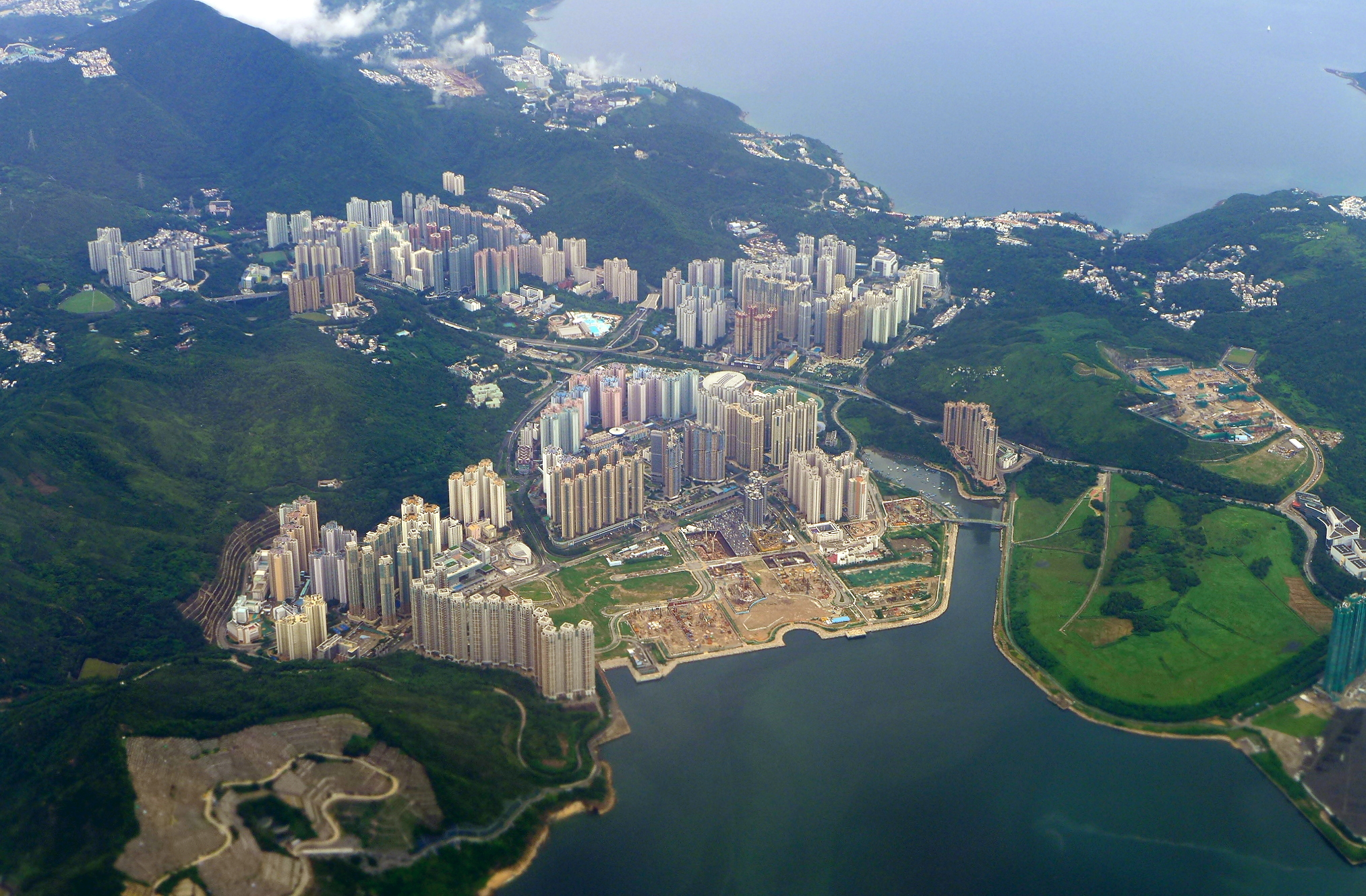
Uitzicht op Tseung Kwan
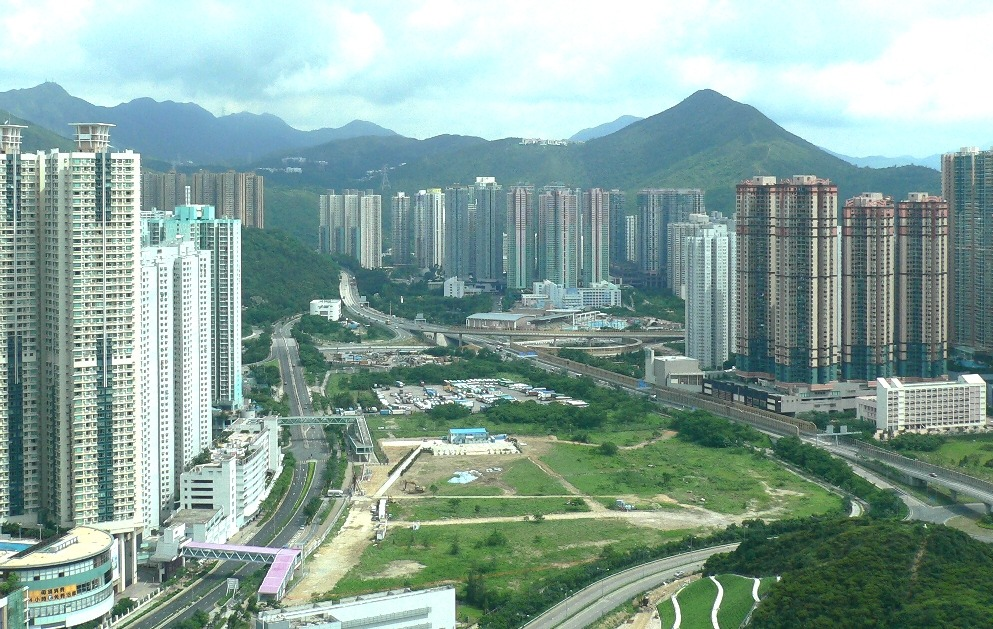
Tseung Kwan
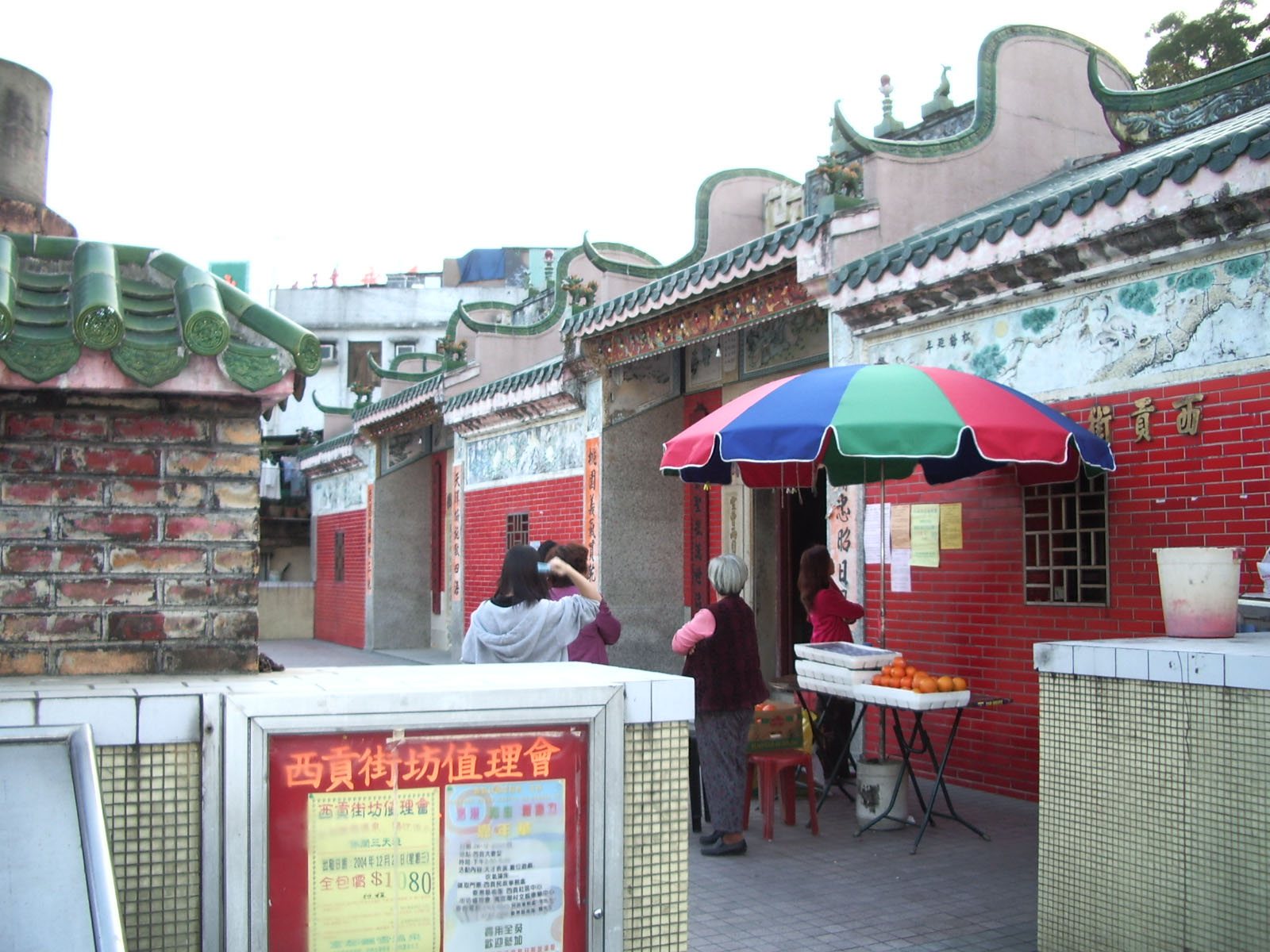
Tianhoutempel van Sai Kung